# Sony Alpha 700

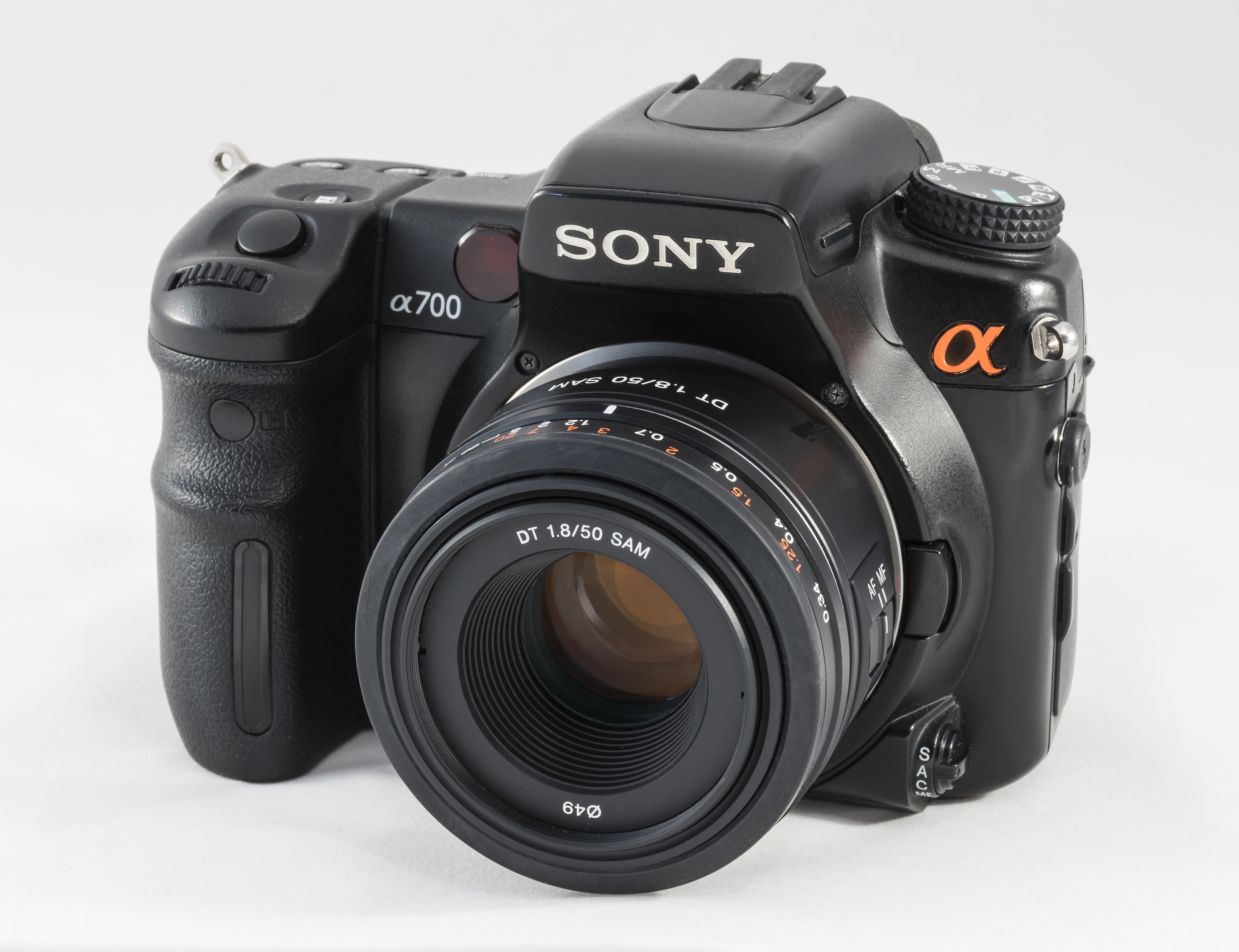
Sony 700

Die Sony α700 (DSLR-A700) ist eine digitale Spiegelreflexkamera von Sony und das zweite Modell der α-Reihe. Sie wurde von Dezember 2007 bis Juli 2009 produziert.

## Kamera
Die Kamera schloss an die Minolta-Dynax-Reihe an und ist als Nachfolgerin der Dynax 7D zu sehen. Im Vergleich zur Vorgängerin bietet sie vor allem ein verbessertes Autofokus-System, niedrigeres Bildrauschen bei hoher Empfindlichkeit, eine höhere Auflösung und ein verändertes Bedienkonzept. Sony zielte mit dieser Kamera sowohl auf semiprofessionelle Fotografen aus dem digitalen Spiegelreflexmarkt, als auch auf Umsteiger aus der analogen Fotografie. Die {\displaystyle \alpha }700 verfügt über einen CMOS-Bildsensor im APS-C-Format (23,5 × 15,6 mm) mit 12,2 Megapixeln.
Der Griff-Sensor für die Eye-Start-Funktion wurde in der Version für den europäischen Markt wegen seines Nickelgehaltes nicht verbaut.
Das Speicherkartenfach im Handgriff lässt sich einfach aufschieben und nimmt neben einer CompactFlash-Speicherkarte auch einen MemoryStick auf. In der Regel haben schnelle CF-Karten im Vergleich zu Sony Memory Sticks einen Preis- und Geschwindigkeitsvorteil. Zudem muss man im Menü per Hand zwischen den Speicherkarten umschalten, eine Automatik oder Parallelspeicherung gibt es nicht.
Vom Bedienkonzept unterscheidet sich die Kamera deutlich von ihrer Vorgängerin. Auf der Oberseite gibt es nur noch ein Wahlrad. Alle Informationen werden auf dem rückseitigen, im Gegensatz zu z. B. Alpha 300, 350, 500, 550 nicht neigbaren 3-Zoll-Display (640×480 Pixel) angezeigt und können dort auch direkt geändert werden, ohne dass ein Menü aufgerufen werden muss. Dies wird durch Sonys sogenanntes „Quick Navi“ Bedienkonzept ermöglicht, dessen Konzept auf der fn-Taste (Funktionstaste bzw. separate Bestätigungstaste einer Sony Alpha D-SLR) und Joystick Bedienung über den Infohauptbildschirm beruht.
Für die wichtigsten Einstellungen gibt es separate Knöpfe, mit denen die Einstellung per Drehrad angepasst werden kann. Untypisch auch für damalige Kameramodelle fehlt die Live-View-Funktion.
Am 24. August 2011 wurde der Nachfolger Alpha 77 auf SLT-Basis offiziell vorgestellt, diese war ab Oktober 2011 verfügbar.

### Technische Daten
- 12,2-Megapixel-CMOS-Sensor
- 3-Zoll-Display, 640×480 Pixel LCD
- 11-Punkt-Autofokus-System mit zentralem Doppelkreuzsensor
- Verschlusszeit 30 s bis 1/8000 s, Serienaufnahmen bis 5 Bilder/s
- Eye-Start
- Im Gehäuse integrierte Bildstabilisierung Super Steady Shot
- Eingebauter Dynamikbereichs-Optimierer (Dynamic Range Optimizer)
- Sensorreinigungsfunktion zum Entfernen von Verunreinigungen des Bildsensors